# Mano Medeiros
Luiz José Inojosa de Medeiros (Recife, 20 de junho de 1968), mais conhecido como Mano Medeiros, é um advogado e político brasileiro, atualmente filiado ao Partido Liberal (PL). É o atual prefeito do município de Jaboatão dos Guararapes, em Pernambuco, após ter assumido o cargo em 31 de março de 2022, com a renúncia de Anderson Ferreira na intenção de concorrer ao governo do estado.

## Estudos e início da carreira
Mano é formado em Direito na Universidade Católica de Pernambuco.
Foi presidente da Empresa Metropolitana de Transportes Urbanos (EMTU), atual Grande Recife Consórcio de Transportes, e da Empresa Pernambucana de Transporte Intermunicipal. Também atuou na Secretaria Estadual de Indústria, Comércio e Turismo e no Departamento Estadual de Rodagem (DER) e integrou a Comissão de Assuntos Internacionais da Assembleia Legislativa de Pernambuco (Alepe).

## Ocupação de diferentes cargos na Prefeitura de Jaboatão dos Guararapes
Com a chegada de Anderson Ferreira à prefeitura de Jaboatão dos Guararapes após sua vitória na eleição de 2016, Mano foi nomeado no dia 2 de janeiro de 2017 como Secretário Municipal de Infraestrutura, permanecendo no cargo até 1º de janeiro de 2019, quando foi nomeado e posteriormente empossado como chefe de gabinete do prefeito. Após dez meses, em 1º de novembro, Mano volta ao secretariado de Anderson, dessa vez como Secretário Municipal de Desenvolvimento Econômico e Sustentabilidade, até ser exonerado em junho de 2020 para concorrer na chapa de Anderson a vice-prefeito do município.

## Prefeitura de Jaboatão dos Guararapes (2022–presente)
Na eleição municipal de Jaboatão dos Guararapes em 2020, Anderson Ferreira e Mano Medeiros foram eleitos, respectivamente, prefeito e vice-prefeito do município. Com a renúncia de Anderson em 31 de março de 2022 para poder concorrer ao governo de Pernambuco, Mano assumiu o cargo.

### Primeiro mandato (2022–2025)
Mano iniciou seu mandato anunciando sua intenção de fazer uma gestão de continuidade à de Anderson Ferreira, "para continuar o modelo que vinha sendo adotado”. Ele iniciou projetos de infraestrutura e mobilidade, como a revitalização da orla do município e a ampliação da cobertura do município com pontos de LED.
Nas eleições de 2022, apoiou Anderson Ferreira para o governo de Pernambuco e Jair Bolsonaro para a presidência do Brasil.
Em meio a seu mandato, consolidou uma maioria quase absoluta na Câmara Municipal, tendo apenas um vereador de oposição dentre os 27 parlamentares que a compõe.

### Candidatura à reeleição (2024)
Ainda em dezembro de 2022, o deputado federal André Ferreira confirmou que Mano Medeiros seria candidato à reeleição nas eleições municipais jaboatonenses em 2024. A partir desse tempo, Mano realizou sua pré-campanha, construindo alianças e tentando minimizar a importância do cenário nacional e estadual para as eleições municipais, distanciando-se do ex-presidente Bolsonaro.
No dia 27 de julho de 2024, dois dias após a escolha da sua companheira de chapa, a ex-vereadora, pedagoga e líder religiosa Irmã Babate, sua candidatura a prefeito de Jaboatão dos Guararapes foi oficializada na convenção municipal do PL, com apoio do PSD, PRTB, PSD, UNIÃO, NOVO, DC, PDT e MOBILIZA. Os principais adversários de Mano foram Elias Gomes (PT) e Clarissa Tércio (PP), mas Daniel Alves (Avante), candidato que ficou em segundo lugar nas eleições de 2020, pretende se colocar como uma quarta via na eleição.
Em 6 de outubro de 2024, Mano foi reeleito em primeiro turno com mais de 180 mil votos (55,93% dos votos válidos), com mais de 35% de vantagem sobre a segunda colocada, Clarissa Tércio.

### Segundo mandato (2025–presente)
Junto à vice-prefeita empossada Irmã Babate, Mano tomou posse de seu segundo mandato em 1º de janeiro de 2025, prometendo focar o trabalho na prefeitura em três pilares: educação, assistência social e, especialmente, a saúde.

## Vida pessoal
Mano é casado com Andréa Ventura Medeiros e tem dois filhos.

## Histórico eleitoral
| Ano  | Cargo                                                                    | Partido | Partido | Coligação                           | Partidos                                                                                 | Votos para Mano | Votos para Mano | Votos para Mano | Resultado | Ref..         |
| Ano  | Cargo                                                                    | Partido | Partido | Coligação                           | Partidos                                                                                 | Total           | %               | P.              | Resultado | Ref..         |
| ---- | ------------------------------------------------------------------------ | ------- | ------- | ----------------------------------- | ---------------------------------------------------------------------------------------- | --------------- | --------------- | --------------- | --------- | ------------- |
| 2020 | Vice-prefeito de Jaboatão dos Guararapes Titular: Anderson Ferreira (PL) |         | PSC     | Jaboatão O Trabalho Faz a Diferença | PL, PSC, PATRIOTA, PODE, PSD, PMN, CIDADANIA, DEM, PSL, PSDB, PV, PTB, SOLIDARIEDADE, PP | 144.586         | 54,28%          | 1º              | Eleito    | [ 13 ] [ 27 ] |
| 2024 | Prefeito de Jaboatão dos Guararapes                                      |         | PL      | A Mudança Continua                  | PL, PSD, PRTB, PRD, UNIÃO, NOVO, DC, PDT, MOBILIZA                                       | 180.810         | 55,93%          | 1º              | Reeleito  | [ 23 ] [ 25 ] |